# Karl Maenner
Karl Ludwig Maenner (* 11. November 1850 in Merzalben; † 18. September 1927) war ein deutscher Reichsgerichtsrat.

## Leben
Er wurde auf den bayerischen Landesherrn 1874 vereidigt. Polizeianwalt wurde er 1878. 1879 ernannte man ihn zum III. Staatsanwalt. 1882 wurde er Amtsrichter und im selben Jahr II. Staatsanwalt. 1887 stieg er zum Landgerichtsrat auf. 1897 ernannte man ihn zum Staatsanwalt beim Oberlandesgericht und im selben Jahr zum Oberlandgerichtsrat. 1902 wurde er zum Landgerichtspräsident befördert. Ende 1902 kam er an das Reichsgericht in den IV. Zivilsenat. Neujahr 1916 trat er in den Ruhestand.

## Werke (Auswahl)
- Das Sachenrecht nach dem Bürgerlichen Gesetzbuche und der Grundbuchordnung für das Deutsche Reich. München 1906.
- Das Recht der Grundstücke nach dem Bürgerlichen Gesetzbuche und der Grundbuchordnung für das deutsche Reich. München 1899.
- Das Jagdrecht der Pfalz nebst Bestimmungen über den Schutz von Vögeln. Kirchheimbolanden 1892.
- Bereicherungsansprüche. In: Deutsche Juristen-Zeitung. Jahrgang 21, 1916, Sp. 282.